# Риццо, Маттео
Матте́о Ри́ццо (итал. Matteo Rizzo, род. 5 сентября 1998, Рим) — итальянский фигурист, выступающий в одиночном катании. Серебряный (2023) и бронзовый (2019, 2024) призёр чемпионата Европы, чемпион зимней Универсиады (2019), бронзовый призёр этапов Гран-при: NHK Trophy (2018), Cup of China (2019), Skate Canada (2022, 2023), бронзовый призёр чемпионата мира среди юниоров (2018). На взрослом уровне фигурист является двукратным чемпионом Италии (2018, 2023), а также неоднократным вице-чемпионом.
Риццо родился в Риме, кататься на коньках начал в 2006 году. Он участвовал турнирах юниорского уровня до сезона 2017/2018, в котором также стал победителем взрослого чемпионата Италии, и получил право участвовать на Олимпиаде-2018, заняв там 4-е место в командном турнире и 21-е в личном. Годом ранее он также выступал на крупнейших взрослых турнирах, в том числе чемпионате мира в Хельсинки, параллельно с юниорскими соревнованиями. В сезоне 2018/2019 Риццо участвовал во взрослой серии Гран-при, выиграв бронзовую медаль в Японии, а в январе 2019 года стал бронзовым призёром чемпионата Европы.
По состоянию на 23 ноября 2024 года занимает 8-е место в рейтинге Международного союза конькобежцев (ИСУ).

## Биография
Маттео Риццо родился в Риме 5 сентября 1998 года, его родителями являются Брунильда Бьянки и Вальтер Риццо. У Маттео есть сестра Франческа, выступающая в танцах на льду. Риццо с 2018 года учится в университете, изучая науки о спорте и здоровье (англ. sports and health science).
Риццо в детстве занимался футболом, плаванием и другими видами спорта, но в итоге стал фигуристом.

## Карьера

### Ранние годы
Риццо начал кататься в 2006 году, отец фигуриста является тренером в танцах на льду и входит в тренерский штаб Маттео вместе с Франкой Бьянкони. Он участвовал в детских соревнованиях в сезоне 2010/2011 и 2011/2012. Его международный дебют на юниорском уровне состоялся в сентябре 2012 года на турнире Ice Star, который прошёл в Минске. В этом же сезоне принял участие в турнирах Crystal Skate, Bavarian Open и Santa Claus Cup, но ни на одном турнире на пьедестал он не попал.

### Сезон 2013/2014
Риццо дебютировал в юниорской серии Гран-при в сентябре 2013 года, заняв одиннадцатое место на турнире в Словакии. Затем в декабре он впервые стал чемпионом Италии среди юниоров. В январе-феврале 2014 года, Маттео дебютировал на международном уровне в соревнованиях среди взрослых: он занял девятое место на Bavarian Open и пятое место на Dragon Trophy, а затем получил серебряную медаль на мемориале Hellmut Seibt. Он участвовал в чемпионате мира среди юниоров 2014 года в Софии, но в короткой программе Маттео занял лишь тридцатое место, что не позволило ему попасть в произвольную программу.

### Сезон 2014/2015
В следующем сезоне Риццо снова получил один юниорский этап Гран-при. В Германии фигурист из Италии стал пятнадцатым.
С ноября по декабрь Маттео выступал на взрослом уровне. Он выиграл серебро на Merano Cup,
бронзу на Warsaw Cup — дебютный турнир на турнирах серии Челленджер, а также золото на Кубке Денкова-Ставиский. В декабре Маттео впервые стал призёром взрослого чемпионата Италии, выиграв серебряную медаль. Его заключительным стартом сезона стал чемпионат мира среди юниоров 2015 года, проходивший в марте 2015 года в Таллине. Риццо впервые удалось попасть в произвольную программу, став по итогам короткой двадцатым. По итогам соревнований Риццо занял двадцать второе место.

### Сезон 2015/2016
Маттео получил два юниорских этапа Гран-при: в Австрии и Испании. На обоих турнирах итальянец стал пятым. Затем он завоевал бронзовую медаль на Кубке Денкова-Ставиский 2015 года и 5 место на Warsaw Cup. На чемпионате Италии он вновь стал вице-чемпионом, уступив только Ивану Ригини. Так как на чемпионате Европы у Италии было две квоты, Маттео впервые в карьере отправился на континентальное первенство. В Братиславе дебютант выступил вполне успешно, попав в топ-15 лучших фигуристов Европы.
В середине марта в Дебрецене прошёл чемпионат мира среди юниоров. По итогам соревнований Маттео Риццо занял тринадцатое место.

### Сезон 2016/2017
Риццо традиционно принял участие в юниорской серии Гран-при на этапах в Германии и Словении, заняв 12 и 8 места соответственно.
На юниорском Чемпионате Мира в Тайбэе Маттео вплотную приблизился к десятке, став одиннадцатым. Из-за того, что Иван Ригини получил травму, Маттео отправился на чемпионат мира, который прошёл в Хельсинки. В Финляндии Риццо занял тридцатое место, не попав в произвольную программу и не завоевав напрямую для итальянских фигуристов квоту на зимние Олимпийские игры.

### Сезон 2017/2018: Олимпийские игры в Пхёнчхане
Олимпийский сезон Маттео начал на домашнем турнире серии «Челленджер» Lombardia Trophy, став по итогам соревнований пятым. На квалификационном турнире к Олимпиаде-2018 Nebelhorn Trophy занял четвёртое место, принеся своей стране квоту.
В октябре фигурист выступил на двух этапах Гран-при среди юниоров, став шестым в Польше и первым в Италии. Затем он выступал на взрослых турнирах: на Warsaw Cup завоевал золотую медаль, обойдя швейцарца Стефана Уолкера и канадца Лиама Фируса. В декабре фигурист впервые в карьере стал чемпионом Италии и получил единственную путёвку на Олимпиаду. В середине января он выступал на континентальном чемпионате в Москве, где занял девятое место и улучшил все свои прежние достижения.
В феврале 2018 года Маттео впервые в карьере выступил на Олимпийских играх. Сначала он выступил в командном турнире, заняв пятое место в короткой и четвёртое в произвольной программах. По итогам соревнований итальянская сборная заняла четвёртое место. В личном турнире Маттео стал двадцать первым. Через две недели в Софии на юниорском чемпионате мира итальянский фигурист в упорной борьбе сумел завоевать бронзовую медаль, опередив всего на 0,67 балла канадца Джозефа Фана. На домашнем чемпионате мира Риццо стал 17-м.

### Сезон 2018/2019: медаль чемпионата Европы
Следующий сезон Маттео начал на двух турнирах серии «Челленджер»: Lombardia Trophy и Finlandia Trophy, на которых занял 4 и 6 места соответственно.
В октябре 2018 года Риццо дебютировал на взрослом этапе серии Гран-при, став в Америке четвёртым, уступив лишь 0,63 балла Сергею Воронову. На японском этапе Гран-при Маттео Риццо выиграл бронзовую медаль, что стало для него первым подобным достижением в карьере.
Несмотря на то, что Риццо уступил на национальном чемпионате Даниэлю Грасслю, в январе 2019 он завоевал бронзовую медаль чемпионата Европы в Минске, поднявшись с десятого места после короткой программы на третье. В произвольной программе Риццо исполнил четверной тулуп и каскады из тройных акселя и тулупа и тройных флипа и сальхова через ойлер, и несмотря на небольшую помарку на изолированном тройном акселе, все остальные элементы были исполнены чисто, за что фигурист получил 165,67 балла. Эта медаль стала для Италии первой за десять лет.
В марте Маттео одержал победу на Универсиаде, исполнив в обеих программах четверной тулуп.
На чемпионате мира 2019 Маттео улучшил лучший результат в короткой программе и получил рекордные для себя 93,37 баллов. После короткой программы он шёл на пятом месте. Однако в произвольной программе Маттео не смог откататься также чисто и занял в итоге седьмое место.
В апреле Маттео успешно выступил на командном чемпионате мира в Японии, где ему удалось и в короткой, и в произвольной программе войти в шестёрку лучших одиночников.

### Сезон 2019/2020
Летом Маттео тренировался в Торонто под руководством Брайана Орсера, работая над тем, чтобы выучить больше четверных прыжков. Риццо начал сезон на двух турнирах серии «Челленджер»: выиграв бронзу на Lombardia Trophy и серебро на Мемориале Ондрея Непелы. На этих соревнованиях он впервые попробовал выполнить четверной риттбергер.
На своём первом этапе Гран-при Skate Canada занял шестое место, допустив ряд ошибок и в короткой, и в произвольной программах. На Cup of China Риццо занял третье место в короткой программе, несмотря на то, что упал на тройном лутце и, как следствие, остался без каскада. В произвольной программе он стал четвёртым, но это не помешало ему стать бронзовым призёром соревнований.
После завоевания серебряной медали на чемпионате Италии Маттео участвовал в чемпионате Европы, где после некоторых незначительных ошибок в прыжках занял седьмое место в короткой программе. В произвольной программе он стал пятым, что стало его и итоговым местом. Итальянский фигурист был заявлен на чемпионате мира, который в марте должен был пройти в Монреале, но он был отменён из-за пандемии коронавируса.

### Сезон 2020/2021: пандемия, смена тренерского штаба
Учитывая ограничения на поездки, связанные с пандемией, Риццо дебютировал в сезоне на турнире Nebelhorn Trophy, соревнование, которое посетили только фигуристы, тренирующиеся в Европе. После короткой программы он шёл третьим, но не справился с произвольной программой, опустившись на итоговое пятое место. После соревнований он объявил, что расстается с давним тренером Франкой Бьянкони. 20 октября фигурист объявил в инстаграме, что будет тренироваться в Энье под руководством тренера Лоренцо Магри.
В декабре Маттео в шестой раз стал серебряным призёром чемпионата Италии. В марте 2021 года итальянский фигурист отправился Стокгольм на чемпионат мира, где он занял одиннадцатое место. Его место и место коллеги по сборной Даниэля Грассля обеспечили итальянским мужчинам две путёвки на зимние Олимпийские игры. Впоследствии они оба были включены в состав итальянской сборной на командный чемпионат мира. 11 апреля он объявил, что не смог покинуть Италию и отправиться на место проведения мероприятия в Осаку и поэтому вынужден отказался от участия в соревнованиях. Впоследствии он заявил, что отказался от участия после положительного теста на COVID-19.

### Сезон 2021/2022: олимпийский сезон
Маттео вернулся к своему бывшему тренеру Франке Бьянкони, а также добавил в свою команду Ондржея Готарека. Он дебютировал в сезоне на турнире Finlandia Trophy, где плохо выступил в короткой программе, но выиграл произвольную  и занял шестое место в общем зачёте. В следующие выходные он выиграл Budapest Trophy.
На этапе Гран-при он сначала выступил на NHK Trophy, где он занял шестое место в короткой программе, где занял пятое место. Далее он выступил на российском этапе, где после короткой программы занимал девятое место. В произвольной программе Маттео стал вторым, что позволило ему подняться на итоговую пятую строчку .
После завоевания четвертой подряд серебряной медали на чемпионате Италии Риццо был включён в олимпийскую сборную Италии. В начале года он был вынужден отказаться от участия в чемпионате Европы из-за проблем с оборудованием. В феврале Маттео выступил на своих вторых Олимпийских играх. В короткой программе итальянский фигурист занял тринадцатое место. После произвольной программы Риццо опустился на три строчки, став в итоге шестнадцатым.
На чемпионате мира Маттео замкнул десятку лучших.

### Сезон 2022/2023: вторая медаль чемпионата Европы
Маттео начал новый сезон на домашнем «Челленджере», заняв четвёртое место, а затем выиграл Bupadest Trophy. На канадском Гран-при итальянский фигурист стал третьим в короткой программе, четвёртым в произвольной, что позволило ему взять бронзовую медаль. Риццо успешно выполнил четверной риттбергер в произвольной программе и сказал, что результат «много значит дня него». Он сказал, что надеется исполнить три четверных в произвольной программе позже в этом сезоне. На NHK Trophy Маттео финишировал шестым.
В декабре Риццо впервые за пять лет стал чемпионом страны. В январе 2023 года итальянский фигурист выступил на чемпионате Европы. В короткой программе он занял второе место, несмотря на неудачную попытку четверного риттбергера. Маттео сказал, что этот опыт был трудным, поскольку для него короткая программа «всегда была как большая стена, которую мне нужно сокрушить». В произвольной программе он допустил ошибку при первой попытке четверного тулупа, но затем чисто выполнил четверной риттбергер и шесть тройных прыжков, выиграв малую золотую медаль в произвольной программе. Он остался на втором месте в общем зачёте, выиграв серебряную медаль спустя четыре года после завоевания первой европейской медали. Он отметил, что «были ошибки, но в целом я был счастлив». Он стал вторым итальянцем, выигравшим несколько европейских медалей после Карло Фасси.
Маттео финишировал девятым на чемпионате мира. Затем он присоединился к сборной Италии на командном чемпионате мира, заняв восьмое место в короткой программе.  В произвольной программе он установил новый личный рекорд — 187,35 балла, при этом его единственной ошибкой стал невыполнение тройного акселя. Он финишировал вторым в произвольной программе, отстав совсем немного от корейца Джунхвана Чха. Сборная Италии заняла четвёртое место.

### Сезон 2023/2024: третья медаль континентального первенства, травма, операция
Новый сезон итальянский фигурист начал Shanghai Trophy, где занял четвёртое место.  На Гран-при Skate Canada он финишировал седьмым в короткой программе после того, как провалил обе попытки четверных прыжков. В произвольной программе он выступил чисто, за исключением тройного акселя, заняв второе место в этом сегменте и поднявшись на третье место в общем зачёте. Через несколько недель выступил на Гран-при в Эспоо, где занял четвёртое место и выразил разочарование тем, что его хореографическая дорожка в произвольной программе была обнулена.
В декабре он снялся с чемпионата Италии. Риццо объявил, что ему требуется операция на бедре, чтобы продолжить соревноваться, но сначала он выступит на чемпионате Европы. На соревнованиях в Каунасе он занял шестое место в короткой программе, сдвоив четверной тулуп. В произвольной программе он стал вторым, допустив только одну ошибку, упав на тройном акселе. Благодаря этому выступлению он поднялся на третье место, выиграв свою третью медаль континентального первенства.

## Стиль катания
Риццо с юниорского уровня совершенствует арсенал прыжковых элементов. Так, переходя во взрослый уровень к олимпийскому сезону 2017/2018, Маттео стал уверенно исполнять сложные тройные прыжки, в том числе аксель и каскады, что позволило улучшить результаты более чем на 24 балла за короткий промежуток времени. Итальянские одиночники не добивались таких успехов в юном возрасте с 2001 года, когда Карел Зеленка стал вторым на турнире Danzica dell’ormai. В 2019 году Риццо уже исполнял четверной тулуп, что позволило ему стать бронзовым призёром чемпионата Европы.
Маттео Риццо для программ выбирает музыку сам, иногда занимаясь нарезкой мелодий. Фигурист отмечает, что уделяет этому много внимания, а иногда обращается к композиторам для написания музыки для отдельных частей его программ. Он отмечал, что его любимым фигуристом является испанец Хавьер Фернандес.

## Программы
| Сезон     | Короткая программа                                                                            | Произвольная программа | Показательные номера |
| --------- | --------------------------------------------------------------------------------------------- | --- | --- |
| 2024/2025 | - «Two Men in Love» The Irrepressibles хореография: Массимо Скали                             | - «Miserere» Дзуккеро, Лучано Паваротти хореография: Лука Ланотте - «Fix You» Coldplay хореография: Лука Ланотте                                                                                   | - «Lost But Won» (из фильма «Гонка») Ханс Циммер - «The Hum» Dimitri Vegas & Like Mike, Уммет Озкан                                                                   |
| 2023/2024 | - «Two Men in Love» The Irrepressibles - «Dernière danse» Индила хореография: Массимо Скали   | - «Fix You» Coldplay хореография: Лука Ланотте | - «Hello» Мартин Сольвейг, Мартина Сорбара хореография: Лука Ланотте                                                                                                  |
| 2022/2023 | - «Le Parole Lontane» - «Zitti e buoni» Måneskin хореография: Массимо Скали, Коррадо Джордани | - «Talking to the Moon» Бруно Марс - «That’s What I Like» Бруно Марс, Алан Уокер хореография: Массимо Скали                                                                                        | - «Two Men in Love» The Irrepressibles хореография: Массимо Скали, Коррадо Джордани - «Che cossè l'amor» Виничио Капоссела - «Hello» Мартин Сольвейг, Мартина Сорбара |
| 2021/2022 | - «Le Parole Lontane» - «Zitti e buoni» Måneskin хореография: Массимо Скали, Коррадо Джордани | - «Two Men In Love» The Irrepressibles хореография: Массимо Скали, Коррадо Джордани | |
| 2020/2021 | - «Romanza» Андреа Бочелли хореография: Вальтер Риццо, Корадо Джордани                        | - «From Now On» из фильма «Величайший шоумен» Хью Джекман хореография: Вальтер Риццо, Корадо Джордани                                                                                              | |
| 2019/2020 | - «Start a Fire» из фильма «Ла-Ла Ленд» Джон Ледженд хореография: Ше-Линн Бурн                | - «Galicia Flamenca» Джино Д'Аури хореография: Корадо Джордани, Массимо Скали | |
| 2018/2019 | - «Volare» в исполнении Луки Лонгобарди                                                       | - «Bohemian Rhapsody» «Love of My Life» «Don't Stop Me Now» Queen - «Angie» «Streets of Love» «Paint It Black» The Rolling Stones                                                                  | - «Ghostbusters» Рей Паркер-младший |
| 2017/2018 | - «Torno A Surriento» Il Volo                                                                 | - «Come Together» The Beatles - «Let It Be» в исполнении Air With Air Rising - «Help!» The Beatles                                                                                                 | - «Everybody Needs Somebody to Love» Джерри Векслер, Берт Бернс, Соломон Бёрк в исполнении The Blues Brothers                                                         |
| 2016/2017 | - «Malagueña» Эрнесто Лекуона в исполнении Брайан Сетцер                                      | - «Hallelujah, I Love Her So» «Georgia on My Mind» Рэй Чарльз | |
| 2015/2016 | - «Malagueña» Эрнесто Лекуона в исполнении Брайан Сетцер                                      | - «La donna è mobile» из оперы «Риголетто» Джузеппе Верди в исполнении Лучано Паваротти - «Cavalleria rusticana» Пьетро Масканьи - «Вильгельм Телль» Джоаккино Россини                             | |
| 2014/2015 | - «Neph» «Buckjump»                                                                           | - «The Kid» из фильма «Малыш» - «Meeting the Millionaire» из фильма «Огни большого города» - «City Lights» из фильма «Огни большого города» - «Nonsense Song» из фильма «Новые времена» Карл Дэвис | |
| 2013/2014 | - «Take Five» Дейв Брубек                                                                     | - «The Kid» из фильма «Малыш» - «Meeting the Millionaire» из фильма «Огни большого города» - «City Lights» из фильма «Огни большого города» - «Nonsense Song» из фильма «Новые времена» Карл Дэвис | |

## Спортивные достижения
| Соревнования/Сезон             | 11/12         | 12/13         | 13/14         | 14/15         | 15/16         | 16/17         | 17/18         | 18/19         | 19/20         | 20/21         | 21/22         | 22/23         | 23/24         | 24/25         |
| Международные                  | Международные | Международные | Международные | Международные | Международные | Международные | Международные | Международные | Международные | Международные | Международные | Международные | Международные | Международные |
| ------------------------------ | ------------- | ------------- | ------------- | ------------- | ------------- | ------------- | ------------- | ------------- | ------------- | ------------- | ------------- | ------------- | ------------- | ------------- |
| Олимпийские игры               |               |               |               |               |               |               | 21            |               |               |               | 16            |               |               |               |
| Чемпионат мира                 |               |               |               |               |               | 30            | 17            | 7             | С             | 11            | 10            | 9             |               |               |
| Чемпионат Европы               |               |               |               |               | 13            |               | 9             | 3             | 5             |               |               | 2             | 3             | 5             |
| Этап Гран-при. Skate America   |               |               |               |               |               |               |               | 4             |               |               |               |               |               |               |
| Этап Гран-при. Skate Canada    |               |               |               |               |               |               |               |               | 6             |               |               | 3             | 3             |               |
| Этап Гран-при. Rostelecom Cup  |               |               |               |               |               |               |               |               |               |               | 5             |               |               |               |
| Этап Гран-при. Cup of China    |               |               |               |               |               |               |               |               | 3             |               |               |               |               | 5             |
| Этап Гран-при. NHK Trophy      |               |               |               |               |               |               |               | 3             |               |               | 5             | 6             |               | 5             |
| Этап Гран-при. Финляндия       |               |               |               |               |               |               |               |               |               |               |               |               | 4             |               |
| CS Lombardia Trophy            |               |               |               |               |               |               | 5             | 4             | 3             |               |               | 4             |               |               |
| CS Nebelhorn Trophy            |               |               |               |               |               |               | 4             |               |               | 5             |               |               |               |               |
| CS Finlandia Trophy            |               |               |               |               |               |               |               | 6             |               |               | 6             |               |               |               |
| CS Warsaw Cup                  |               |               |               | 3             | 5             | 6             | 1             |               |               |               |               |               |               |               |
| CS Золотой конёк Загреба       |               |               |               |               |               |               |               |               |               |               |               | 2             |               |               |
| CS Budapest Trophy             |               |               |               |               |               |               |               |               |               |               |               | 1             |               | 1             |
| CS Мемориал Ондрея Непелы      |               |               |               |               |               |               |               |               | 2             |               |               |               |               |               |
| Зимняя Универсиада             |               |               |               |               |               |               |               | 1             |               |               |               |               |               |               |
| Bavarian Open                  |               |               | 9             |               |               | 5             |               |               |               |               |               |               |               |               |
| Bellu Memorial                 |               |               |               |               |               |               |               |               |               |               |               |               |               | 1             |
| Budapest Trophy                |               |               |               |               |               |               |               |               |               |               | 1             |               |               |               |
| Challenge Cup                  |               |               |               |               |               |               |               |               |               |               |               | 3             |               |               |
| Cup of Tyrol                   |               |               |               |               |               |               | 2             |               |               |               |               |               |               |               |
| Golden Bear of Zagreb          |               |               |               |               |               | 4             |               |               |               |               |               |               |               |               |
| Denkova-Staviski Cup           |               |               |               | 1             | 3             |               |               |               |               |               |               |               |               |               |
| Dragon Trophy                  |               |               | 5             |               |               |               |               |               |               |               |               |               |               |               |
| Merano Cup                     |               |               |               | 2             | 2             |               |               |               |               |               |               |               |               |               |
| MNNT Cup                       |               |               |               |               |               | 1             |               |               |               |               |               |               |               |               |
| Seibt Memorial                 |               |               | 2             | 6             | 7             |               |               |               |               |               |               |               |               |               |
| Shanghai Trophy                |               |               |               |               |               |               |               |               | 1             |               |               |               | 4             |               |
| Sonja Henie Trophy             |               |               |               |               |               |               |               |               |               |               |               |               |               | 2             |
| Командные                      |               |               |               |               |               |               |               |               |               |               |               |               |               |               |
| Олимпийские игры               |               |               |               |               |               |               | 4             |               |               |               |               |               |               |               |
| Командный чемпионат мира       |               |               |               |               |               |               |               | 6             |               |               |               | 4             |               |               |
| Международные среди юниоров    |               |               |               |               |               |               |               |               |               |               |               |               |               |               |
| Чемпионат мира (юниоры)        |               |               | 30            | 22            | 13            | 11            | 3             |               |               |               |               |               |               |               |
| Этапы Гран-при: Австрия        |               |               |               |               | 5             |               |               |               |               |               |               |               |               |               |
| Этапы Гран-при: Германия       |               |               |               | 15            |               | 12            |               |               |               |               |               |               |               |               |
| Этапы Гран-при: Италия         |               |               |               |               |               |               | 1             |               |               |               |               |               |               |               |
| Этапы Гран-при: Польша         |               |               |               |               |               |               | 6             |               |               |               |               |               |               |               |
| Этапы Гран-при: Словакия       |               |               | 11            |               |               |               |               |               |               |               |               |               |               |               |
| Этапы Гран-при: Словения       |               |               |               |               |               | 8             |               |               |               |               |               |               |               |               |
| Этапы Гран-при: Испания        |               |               |               |               | 5             |               |               |               |               |               |               |               |               |               |
| ЕЮОФ                           |               |               |               | 4             |               |               |               |               |               |               |               |               |               |               |
| Bavarian Open                  |               | 4             |               |               |               |               |               |               |               |               |               |               |               |               |
| Lombardia Trophy               |               |               | 3             | 2             |               |               |               |               |               |               |               |               |               |               |
| Crystal Skate of Romania       |               | 6             |               |               |               |               |               |               |               |               |               |               |               |               |
| Ice Star                       |               | 4             |               |               |               |               |               |               |               |               |               |               |               |               |
| Santa Claus Cup                |               | 5             |               |               |               |               |               |               |               |               |               |               |               |               |
| Национальные                   |               |               |               |               |               |               |               |               |               |               |               |               |               |               |
| Чемпионат Италии               |               |               |               | 2             | 2             | 2             | 1             | 2             | 2             | 2             | 2             | 1             |               | 4             |
| Чемпионат Италии среди юниоров | 4             | 5             | 1             |               |               |               |               |               |               |               |               |               |               |               |
| CS — турнир серии «Челленджер» |               |               |               |               |               |               |               |               |               |               |               |               |               |               |